# Rhaphidophora typha
Rhaphidophora typha är en kallaväxtart som beskrevs av Peter Charles Boyce. Rhaphidophora typha ingår i släktet Rhaphidophora och familjen kallaväxter. Inga underarter finns listade.